# Wojna w mieście
Wojna w mieście – druga płyta zespołu Jan Bo, nagrana w kwietniu 1992 roku w Studio S-4. Płyta doczekała się reedycji w 2008 nakładem wydawnictwa MTJ.

## Lista utworów
Źródło:.
1. „Texas road” (muzyka: Jan Borysewicz) – 0:44
2. „Jaś wędrowniczek” (muzyka: Jan Borysewicz) – 4:16
3. „Przekorna dusza” (muzyka: Jan Borysewicz, słowa: Wojciech Waglewski) – 4:04
4. „I nie licz na to” (muzyka: Jan Borysewicz, słowa: Wojciech Waglewski) – 5:09
5. „Zabierz mnie” (muzyka: Jan Borysewicz, słowa: Jan Borysewicz) – 6:37
6. „Chicago 21” (muzyka: Jan Borysewicz) – 1:28
7. „Każda noc, każdy dzień” (muzyka: Jan Borysewicz, słowa: Jan Borysewicz) – 4:04
8. „Lubię te noce” (muzyka: Jan Borysewicz, słowa: Wojciech Waglewski) – 4:11
9. „Radio gra na fali” (muzyka: Jan Borysewicz, słowa: Jan Borysewicz) – 4:29
10. „C.J.M.” (muzyka: Jan Borysewicz) – 0:37
11. „Grażka” (muzyka: Jan Borysewicz, słowa: Jan Borysewicz) – 5:34
12. „100 rzek” (muzyka: Jan Borysewicz)  – 5:10
13. „Kwiat miłości tonie” (muzyka: Jan Borysewicz, słowa: Jan Borysewicz) – 4:07
14. „Stavanger” (muzyka: Jan Borysewicz) – 3:14
15. „Tylko...” (muzyka: Jan Borysewicz, słowa: Jan Borysewicz) – 3:42
16. „Wojna w mieście” (muzyka: Jan Borysewicz, słowa: Jan Borysewicz) – 4:39
17. „Texas road.” (muzyka: Jan Borysewicz) – 0:42

## Twórcy
Źródło:.
- Jan Borysewicz – gitary, śpiew
- Wojciech Pilichowski – gitara basowa
- Wojciech Morawski – perkusja

gościnnie
- Jacek Wąsowski – dobro

produkcja i realizacja nagrań – Leszek Kamiński oraz Jan Borysewicz.